# Omer Baes
Pour les articles homonymes, voir Baes.
Omer Baes, né le 15 janvier 1889 à Bruges en Belgique et mort le 5 mai 1929 dans la même ville, est un footballeur international belge qui joue comme gardien de but au Cercle Bruges KSV avant la première Guerre mondiale. 
Il joue deux matches en 1913 avec l'équipe de Belgique.
Il termine sa carrière en 1924.

## Palmarès
- International belge en 1913 (2 sélections)
- Champion de Belgique en 1911 avec le Cercle Bruges KSV
- Finaliste de la Coupe de Belgique en 1913 avec le Cercle Bruges KSV